# Beijing Science and Technology University Gymnasium
Das Beijing Science and Technology University Gymnasium ist eine Sporthalle auf dem Campus der Universität für Wissenschaft und Technik in der chinesischen Hauptstadt Peking.
Die 2,38 Hektar große Halle wurde 2007 eröffnet. Anlässlich der Olympischen Sommerspiele 2008 in Peking wurde die Kapazität der Halle von 4068 Sitzplätzen mit 3956 temporären Sitzplätzen auf 8024 Plätze erweitert. Während der Spiele wurden in der Sporthalle der Universität die Wettbewerbe im Judo und Taekwondo ausgetragen. Ebenso fanden bei den Sommer-Paralympics 2008 die Spiele im Rollstuhlbasketball und Rollstuhlrugby statt.